# مونوز دي ميلو
مونوز دي ميلو بلدية في ولاية بارانا في المنطقة الجنوبية من البرازيل.   